# بابرنامه
بابُرنامه، که آن را واقعات بابُری و توزُک بابُری نیز خوانده‌اند، خاطرات و نظرات ظهیرالدین بابر است که به ترکی جغتایی و با نثری ساده نگاشته شده‌است و حوادث سال‌های ۸۹۹ تا ۹۳۶ ه‍.ق را در بر می‌گیرد. شخصیت بابر در این اثر که عقاید و آراء خود را در موضوعات مختلف بیان کرده، منعکس است. بابرنامه از جنبه‌های مختلف تاریخی، جغرافیایی، مردم‌شناسی و ادبی ارزشمند است و به گفتهٔ کوپریلی یکی از بهترین آثار نثر جغتایی به‌شمار می‌رود.
از این اثر نسخه‌های متعددی بر جای مانده‌است، اما همه ناقصند. بخشی از بابرنامه در زمان بابر، توسط زین‌الدین وفایی خوافی در (۹۴۰ ه‍.ق) به فارسی ترجمهٔ آزاد شد که احتمالاً به همین دلیل کوپریلی آن را ترجمهٔ حقیقی بابرنامه نمی‌داند. پس از آن میرزا پاینده حسن غزنوی و محمدقلی مغول حصاری نیز این اثر را به فارسی ترجمه کردند. بابرنامه ترکی نخستین‌بار در ۱۸۵۷ م. توسط ایلمینسکی در غازان چاپ تصویری شد. پس‌از آن در ۱۹۰۵ م. بوریج چاپ‌دیگری از روی نسخهٔ حیدرآباد منتشر کرد. ترجمهٔ فارسی دیگری که توسط عبدالرحیم خان‌خانان به دستور اکبر شاه گورکانی در ۹۹۸ قمری صورت گرفته بود، در ۱۳۰۸ قمری در بمبئی به خط نستعلیق با غلط‌های چاپی زیاد با عنوان تجارب‌الملوک منتشر شد. بابرنامه به زبان‌های انگلیسی، فرانسه، روسی، آلمانی و اردو نیز ترجمه و تلخیص شده‌است.
ظهیرالدین بابر در این کتاب سعی در بی‌طرفانه نوشتن خاطرات خود داشته و گرچه در برخی نقاط احساسات بر او غلبه کرده‌است، لیکن از اکثر آثار تاریخی مشابه قابل اعتمادتر است.